# ريتشارد هادلي هولم
ريتشارد هادلي هولم (بالإنجليزية: Richard H. Holm)‏ هو كيميائي وأستاذ جامعي أمريكي، ولد في 24 سبتمبر 1933 في بوسطن في الولايات المتحدة.